# Vranová Lhota
Vranová Lhota (německy Braunöhlhütten) je obec v okrese Svitavy v Pardubickém kraji. Tvoří ji dvě katastrální území, Vranová Lhota a Vranová. Rovněž k obci patří osada Hraničky. Žije zde 441 obyvatel.

## Historie
První písemná zmínka o obci pochází z roku 1258.

## Obyvatelstvo
| Rok            | 1869 | 1880 | 1890 | 1900 | 1910 | 1921 | 1930 | 1950 | 1961 | 1970 | 1980 | 1991 | 2001 | 2011 | 2021 |
| -------------- | ---- | ---- | ---- | ---- | ---- | ---- | ---- | ---- | ---- | ---- | ---- | ---- | ---- | ---- | ---- |
| Počet obyvatel | 939  | 894  | 831  | 824  | 809  | 739  | 781  | 594  | 571  | 536  | 467  | 501  | 512  | 449  | 425  |
| Počet domů     | 143  | 148  | 152  | 152  | 154  | 155  | 153  | 157  | 144  | 142  | 125  | 118  | 166  | 170  | 167  |

## Obecní symboly
Znak a vlajka byly obci uděleny rozhodnutím předsedy Poslanecké sněmovny Parlamentu České republiky dne 9. prosince 1996.

## Pamětihodnosti

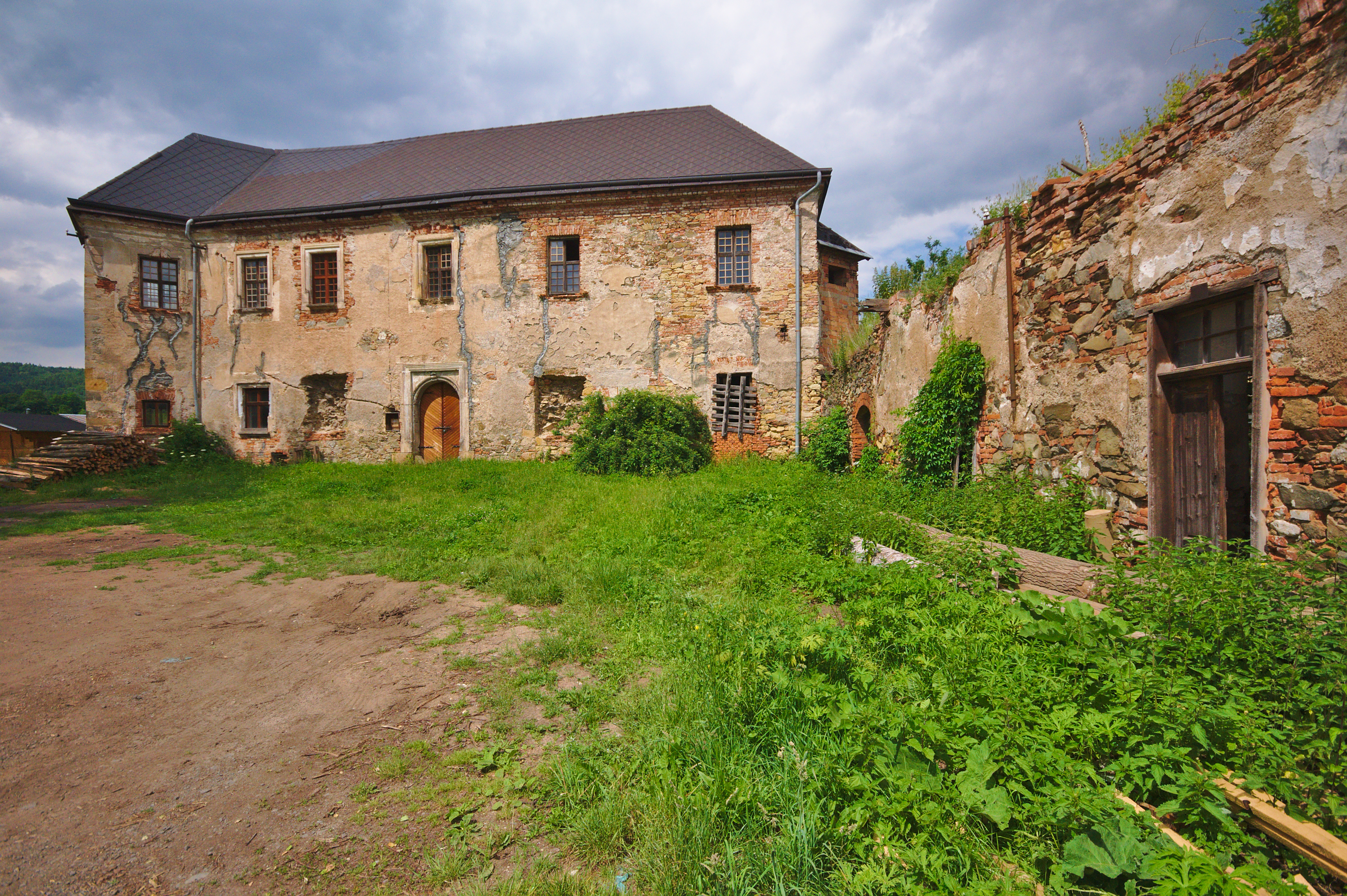
Tvrz Vranová Lhota

- Tvrz Vranová Lhota, přestavěna na zámek
- Hrad Vraní Hora, zřícenina
- Kostel svaté Kateřiny
- Socha svatého Jana Nepomuckého
- Cyrilometodějský kříž u silnice

### Tvrz
První písemná zmínka o tvrzi Vranová Lhota pochází z roku 1406, kdy ji jako zástavu získali páni z Vildenberka. Ve století 15.–16. byla tvrz výrazně přestavěna. V letech 1507–1516 drželi Lhotu Jiří Lhotský z Ptení a jeho syn Vítek. Další úpravy byly prováděny v 16. století za Dětřicha Lhotského z Ptení nebo za Jana Kobylky z Kobylího převážně v interiérech. Po celé 17. století na tvrzi sídlili Drahanovští z Pěnčína, poté, co byla roku 1714 Libštejnskými z Kolovrat připojena k biskupickému panství sloužila již jen k provozu hospodářského dvora a tomu odpovídala i péče. Tvrz je nyní v soukromých rukou majitelky a chátrá.

## Společenský život
Od roku 1882 v obci působí Sbor dobrovolných hasičů.

## Galerie

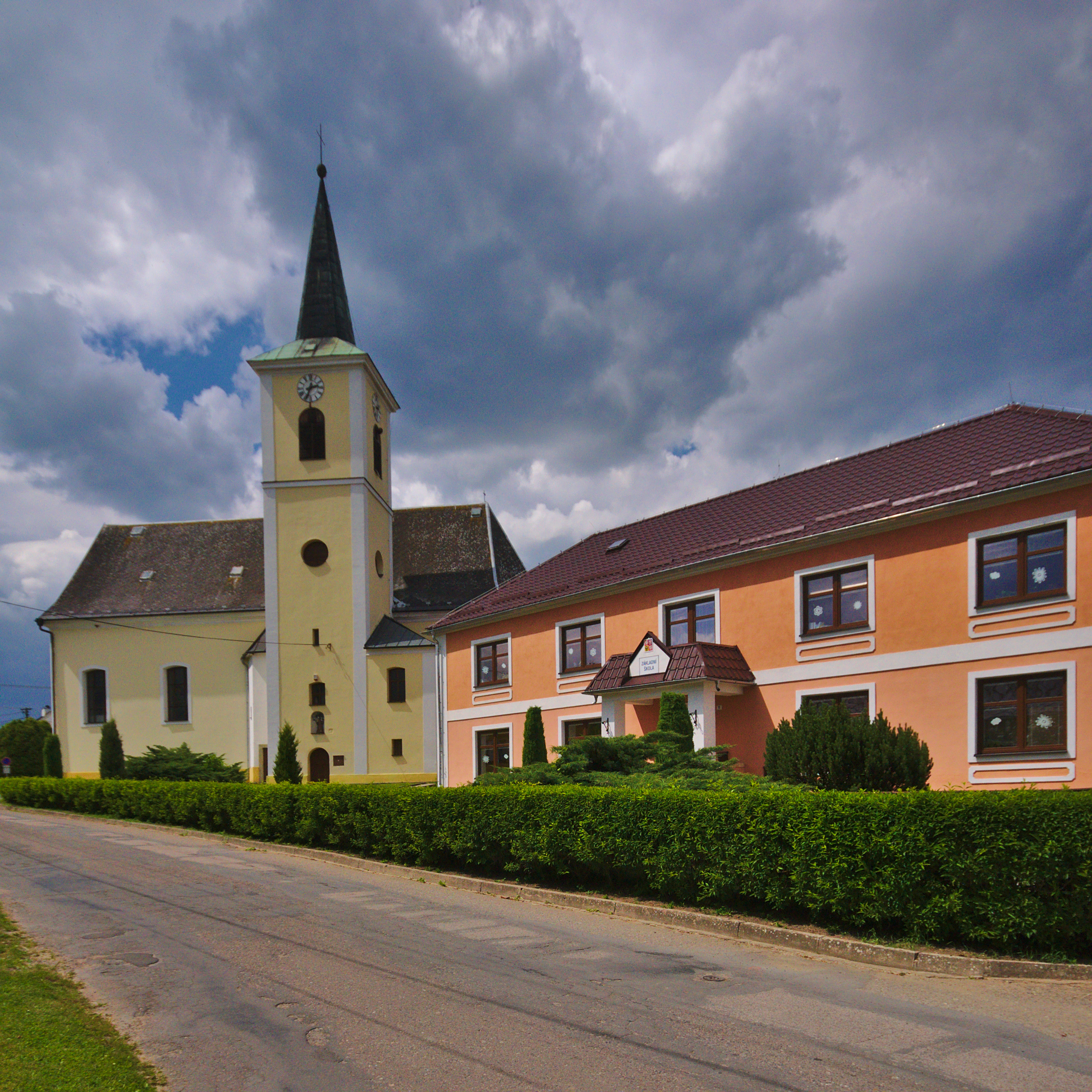
Kostel svaté Kateřiny
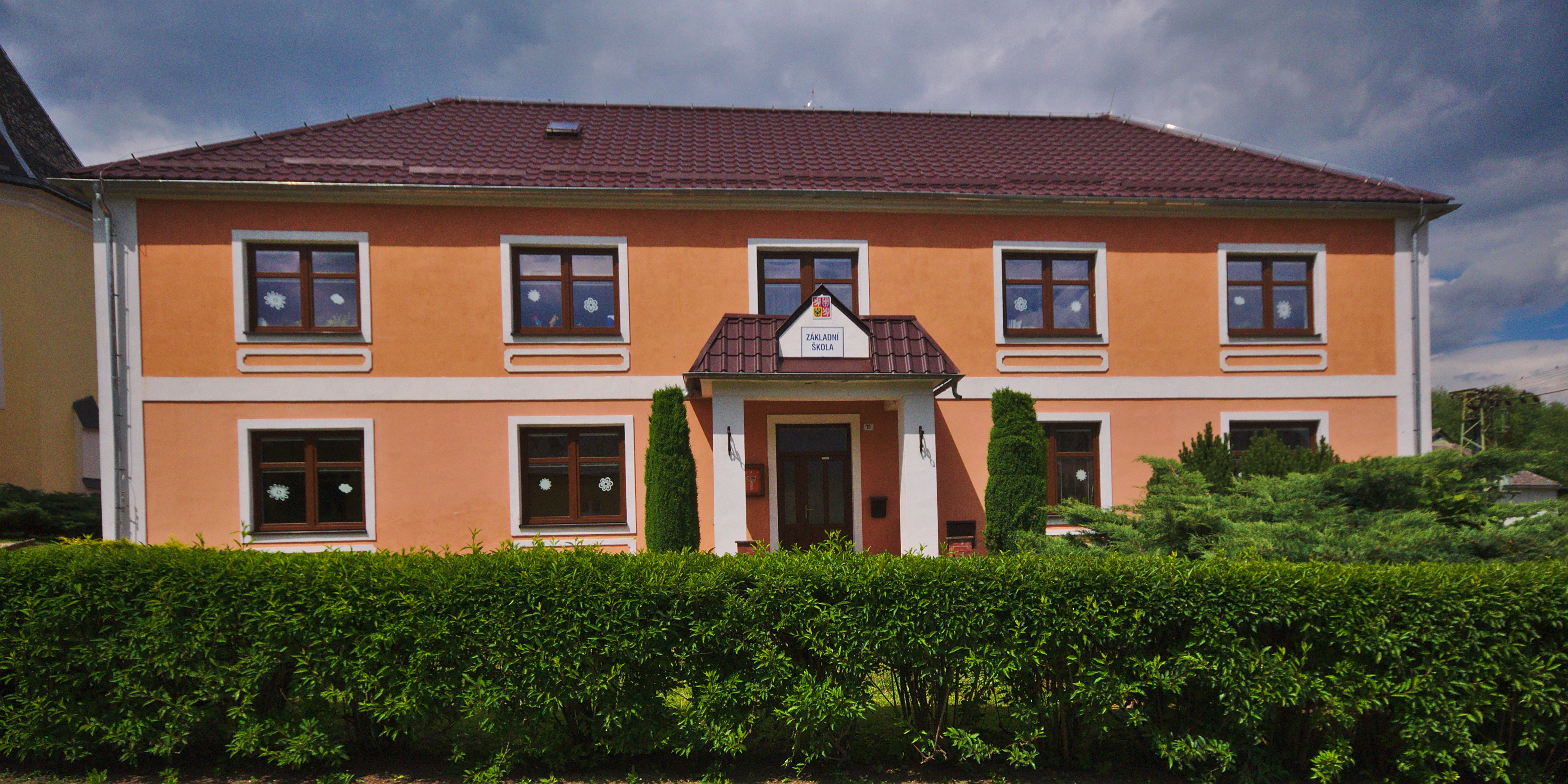
Základní škola
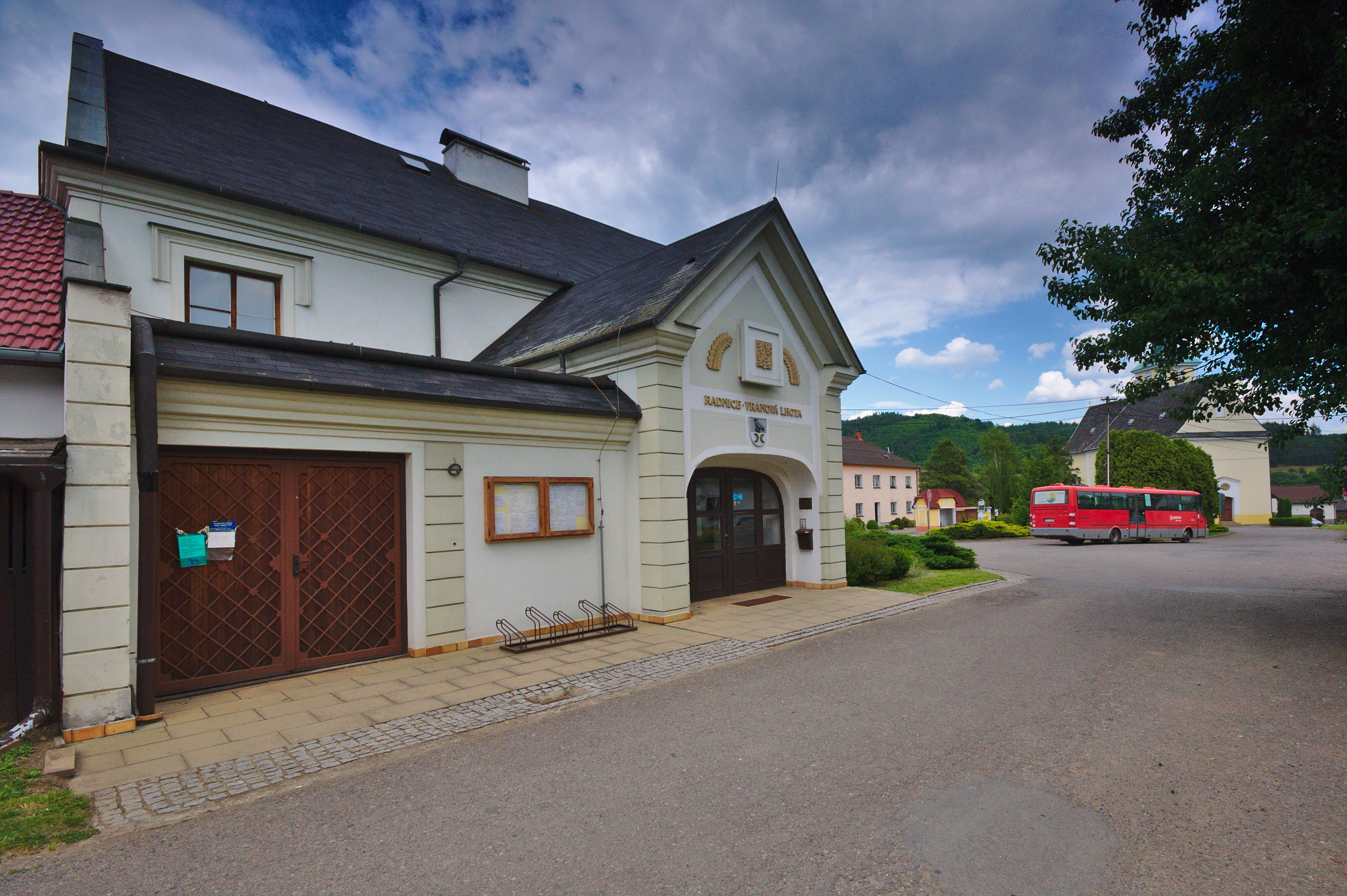
Radnice
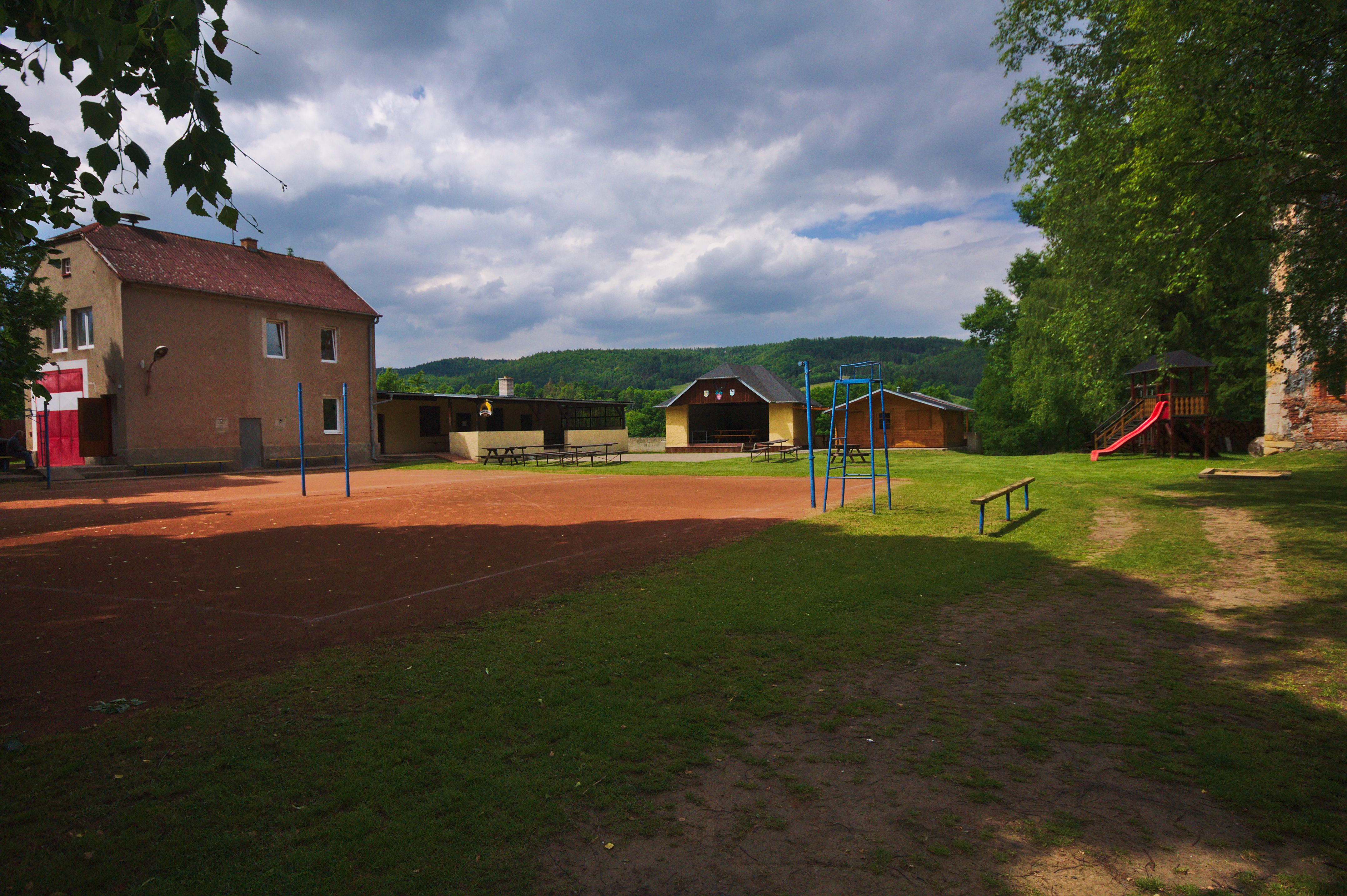
Hřiště a hasičská zbrojnice
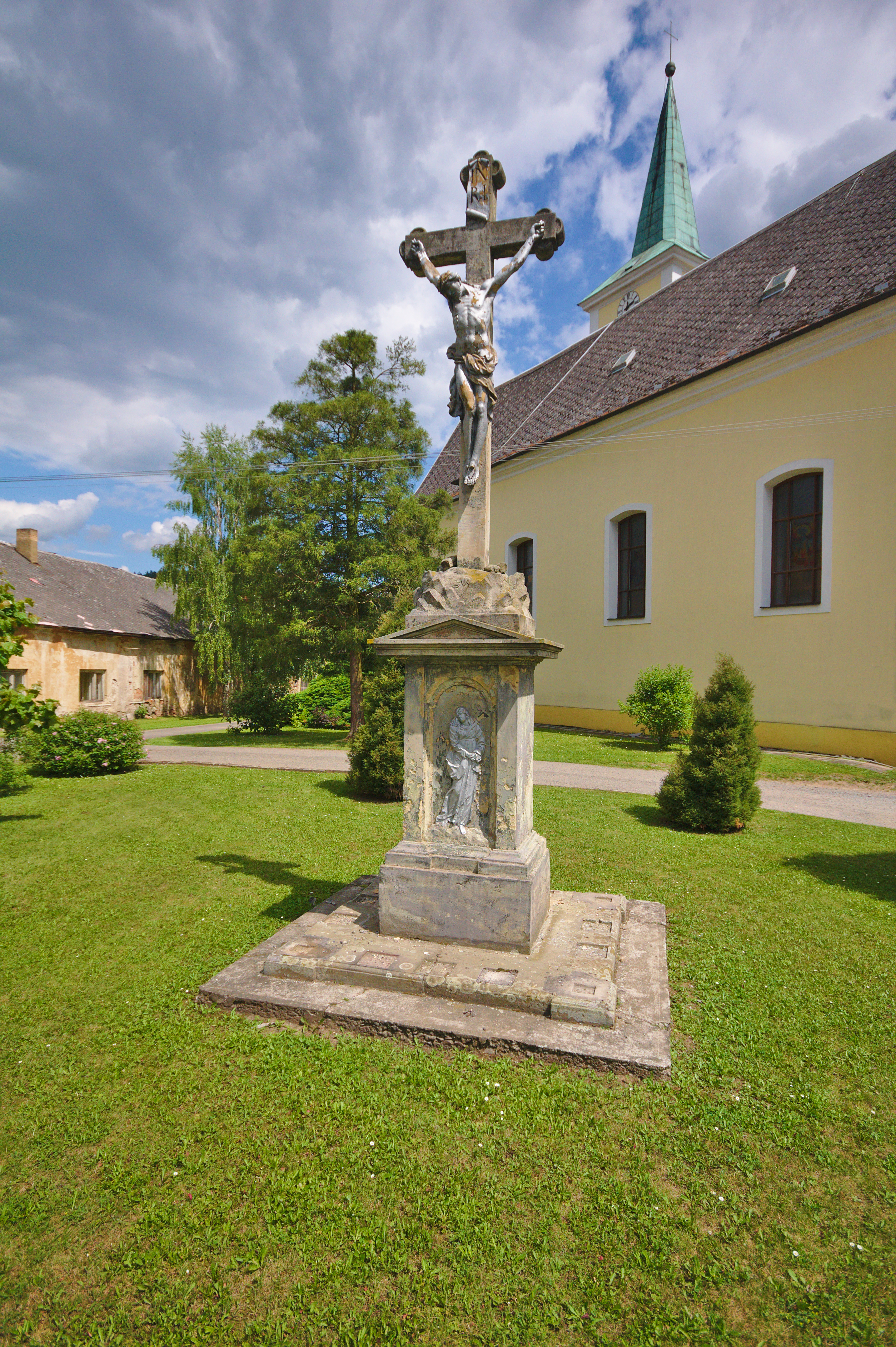
Kříž před kostelem
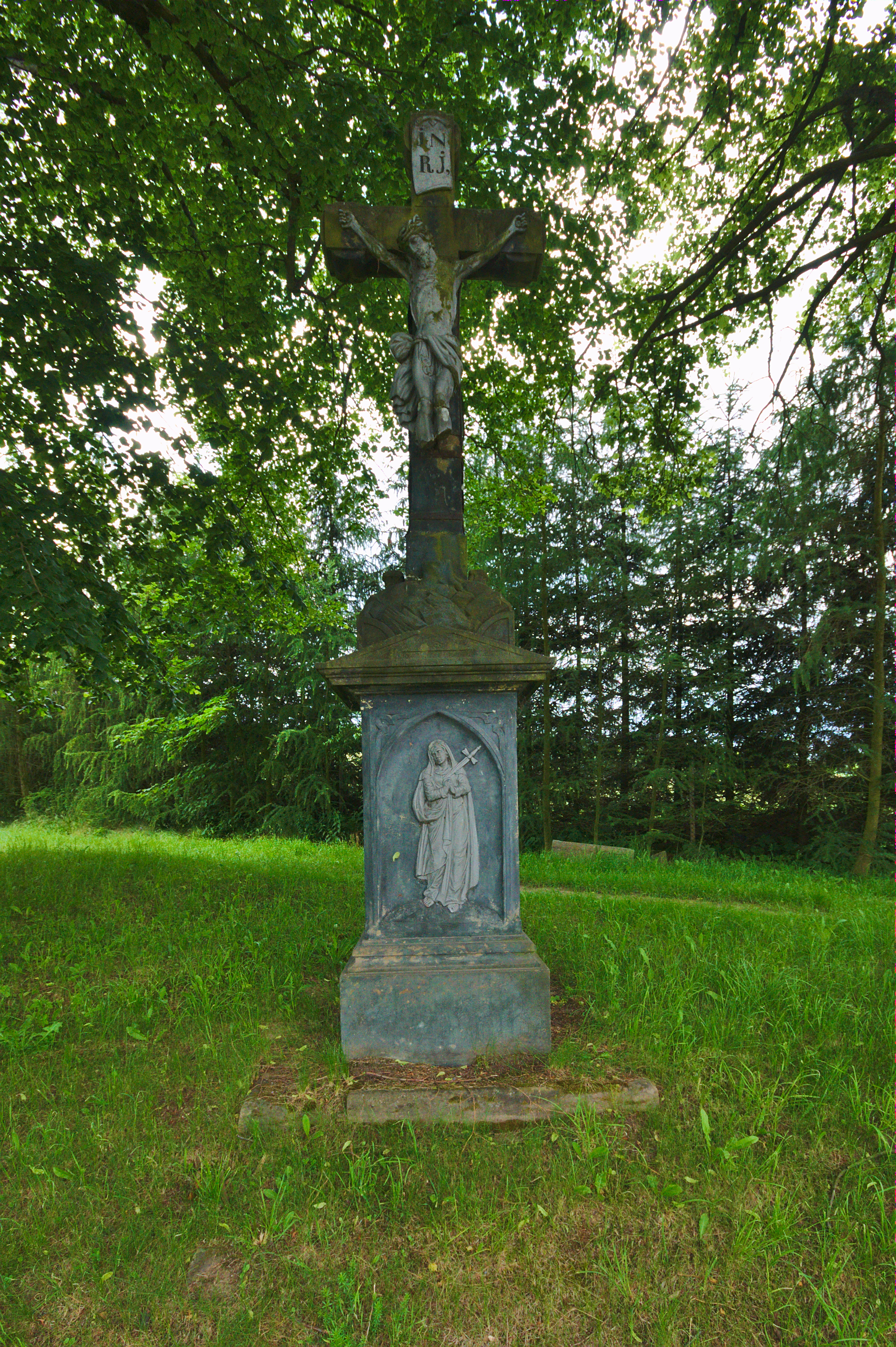
Kříž za obcí u silnice na Kozov
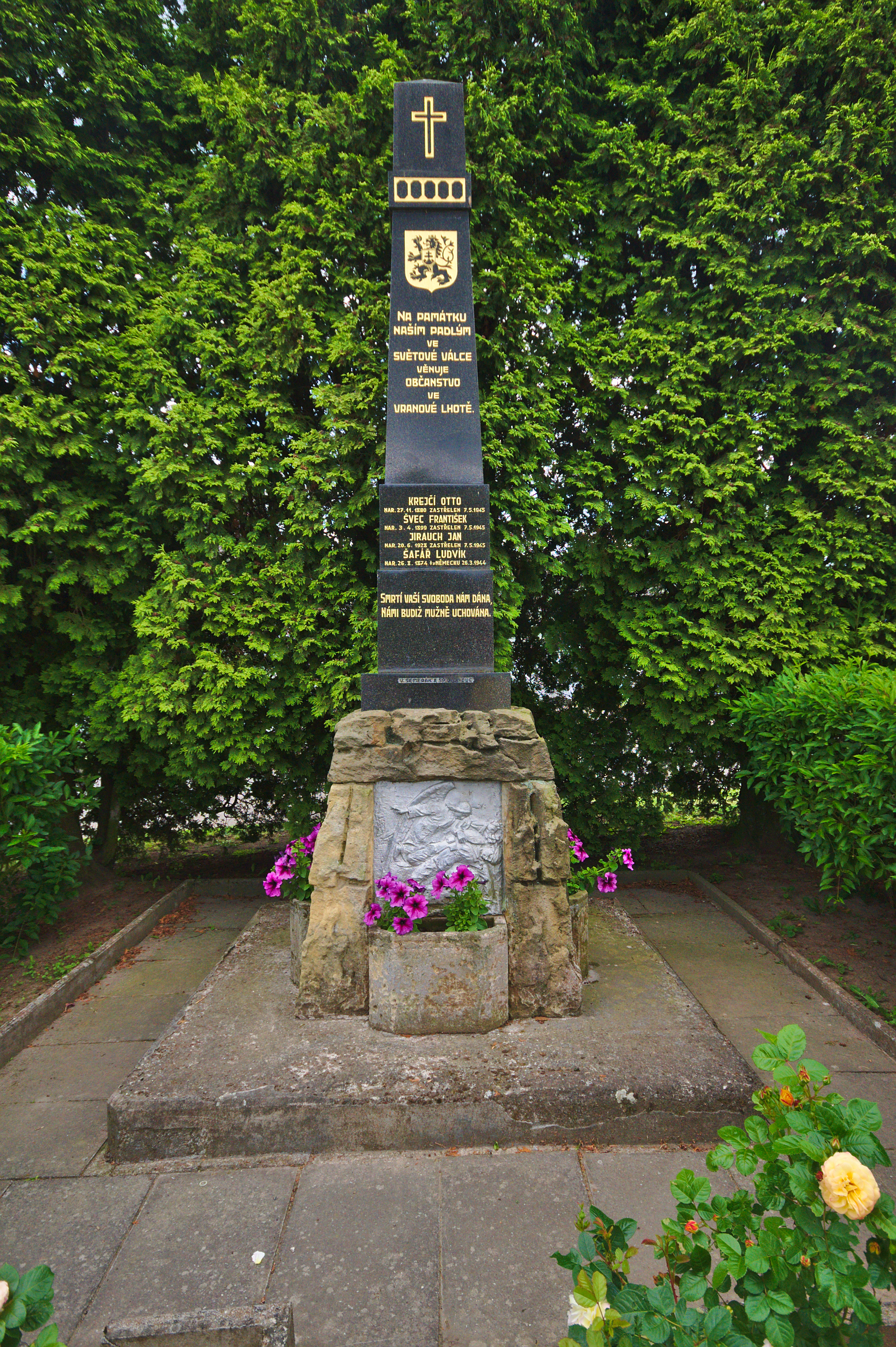
Památník obětem druhé světové války